# آلة أنبوبية
الآلة الأنبوبية (بالإنجليزية: tubaphone) (نقحرة: توبافون) (بالإنجليزية: tubuphone) (نقحرة: توبوفون) نوع من الآلات المعدنية مصنوعة من سلسلة من الأنابيب المعدنية مرتبة على شكل لوحة مفاتيح. تشبه الأنابيب تلك الموجودة بالخشبية ويشبه صوتها ومعزف الأجراس.
ال'Tu-ba-Phone هو أيضا اسم نموذج بانجو من صنع «شركة Vega» واسم حلقة النغمة المستخدمة فيه. استمر الصانعون المعاصرون في استخدام حلقة نغمة التوبافون بين تصاميم أخرى.